# 워킹스트리트
"워킹스트리트"는 2016년에 개봉한 대한민국의 영화이다.

## 캐스팅
- 백성현 : 박태성 역 - 본작의 주인공. 박태기의 형.
- 이시강 : 박태기 역 - 본작의 서브 주인공. 박태성의 동생.
- 이송이 : 유제나 역
- 유지수 : 최애란 역
- 서호철 : 제나 아빠 역
- 이채영 : 어린 제나 역
- 김효숙 : 태성 엄마 역
- 조하석 : 태성 아빠 역
- 최재성 : 한국클럽남 역
- 박다래 : 한국클럽녀 역
- 방혜영 : 태국클럽녀 역
- 이진호 : 아리랑치기남 역
- 백인권 : 호텔욕조남 1 역
- 최이태 : 호텔욕조남 2 역
- 김헌 : 태국무에타이선수 역
- 정선화 : 태국뷰티샵 원장 역
- 조정훈 : 태성한국상대선수 역
- 이제림 : 클럽댄스남 1 역
- 김진한 : 클럽댄스남 2 역